# Rhodes Browne
Rhodes Browne (* 15. September 1865 in Columbus, Georgia; † 8. Oktober 1936 ebenda) war ein US-amerikanischer Unternehmer und Politiker.

## Leben
Rhodes Browne war der jüngere der beiden Söhne des Unternehmers John Rhodes Browne (1819–1900) und dessen Frau Roberta Hanson Harrison Browne (1841–1932, geborene Yonge). Er studierte an der University of Georgia, verließ diese jedoch im Alter von 19 Jahren und begann in der Georgia Home Insurance Company zu arbeiten. Dort in verschiedenen Abteilung tätig, wurde er schließlich Vizepräsident des Unternehmens. Nach dem Tod seines Vaters übernahm er dessen Posten als Präsident der Georgia Home Insurance Company. Später wurde er Vorsitzender des Board of Directors des Unternehmens. Während seiner weiteren unternehmerischen Karriere war Browne Präsident der First National Bank of Columbus, der Home Savings Bank of Columbus, und der Muscogee Bank and Trust Company. Des Weiteren leitete er die Provident Loan and Investment Company, sowie die Bull Creek Sand and Gravel Company, war Vorsitzender des Board of County Commissioners of Muscogee County und fungierte als Direktor der Swift Manufacturing Company.
In den Jahren von 1908 bis 1911 bekleidete er das Amt des Bürgermeisters von Columbus, Georgia. Zuvor war er bereits Mitglied des Board of the Water Commissioners der Stadt gewesen.
Später wurde er Vorsitzender des Board of Commissioners of Roads and Revenue of Muscogee County und war als solcher für den Ausbau und die Instandhaltung des dortigen Straßennetzes verantwortlich.
Browne heiratete 1890 die aus Lexington, Kentucky stammende Nina Young (1869–1946). Aus der Ehe gingen zwei Kinder, ein Sohn und eine Tochter, hervor. Sein Sohn starb jedoch bereits im Säuglingsalter. Browne war Mitglied der Trinity Episcopal Church.